# Domenico del Frate
Domenico Del Frate (Lucca, 15 de junio de 1765 - Roma, 11 de noviembre de 1821) fue un pintor italiano
.

## Biografía
Fue iniciado en la pintura por su padre y completó su formación en Florencia. Tenía una gran habilidad como dibujante y ganó del primer premio en la segunda clase de dibujo de la Academia de Bellas Artes en 1783.
En 1787, Del Frate viajó a Roma, donde estuvo como huésped de Bernardino Nocchi; según Tommaso Trenta, fue él quien, en 1788, en el apartamento del cardenal secretario de los Brevi, en el Palazzo della Consulta., pintó, en lugar del maestro, -de salud delicada- el óvalo central, que se conserva todavía y que representa a "Ceres recurre a Júpiter para recuperar a Proserpina secuestrada por Plutón".
En 1794 Del Frate dejó a Nocchi y entabló relaciones con Antonio Canova, cuyas obras lo inspiraron para crear los dibujos que lo hicieron famoso.

## Trayectoria artística
Colaboró en la decoración del arco triunfal erigido en Ponte Sant'Angelo en el año 1798.
Por recomendación de Canova, Del Frate entró en contacto con la familia polaca Tarnowsky, que lo llamó a Polonia en 1804, donde el pintor hizo numerosos retratos de la familia, allí permaneció hasta 1806. De regreso a Roma, el 4 de julio de 1813 ingresó en la Academia Nacional de San Luca, de la que más tarde fue elegido auditor.

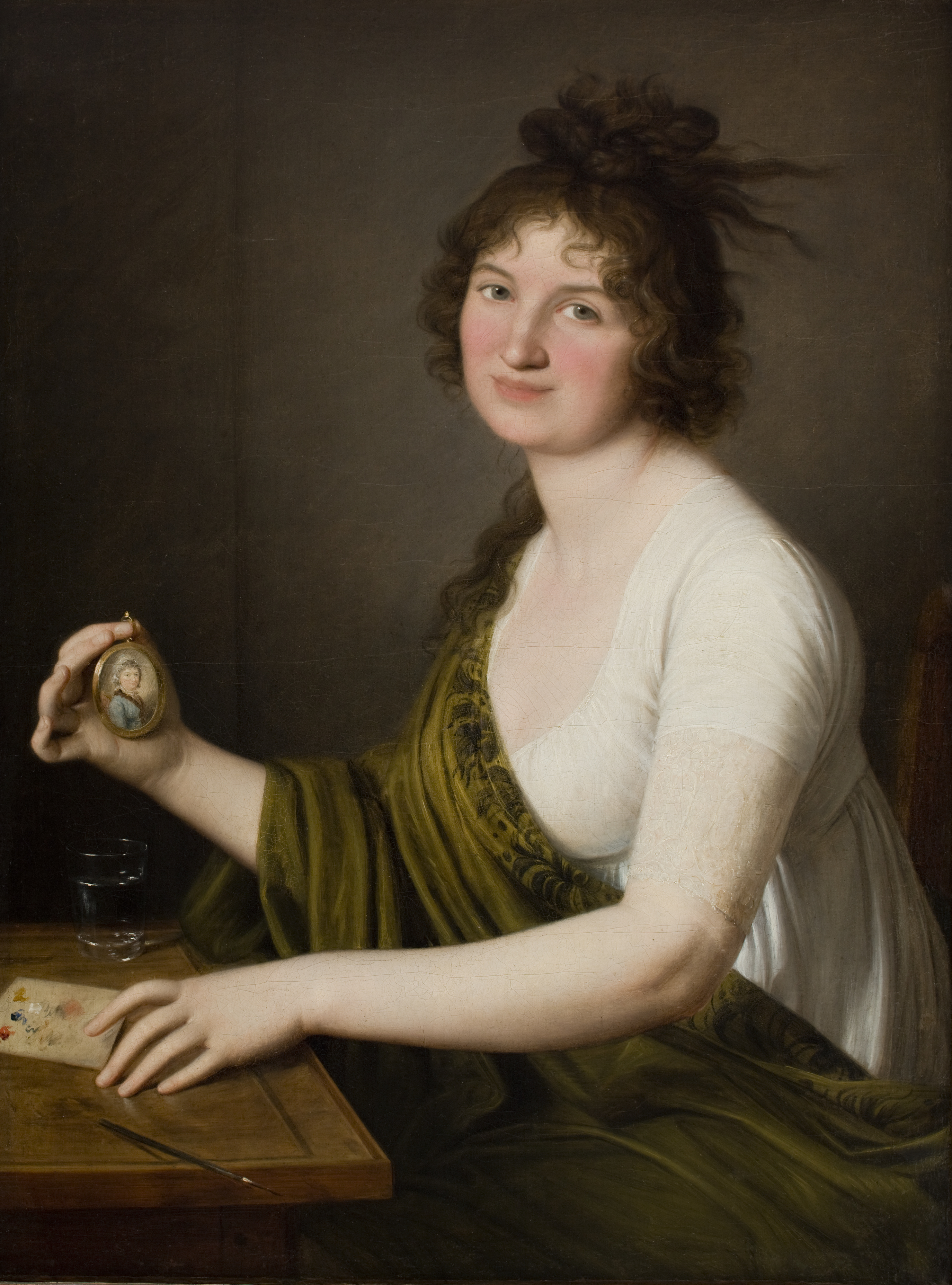
Waleria Tarnoska

Entre las obras del último período, se encuentran la decoración de un edificio en Piazza Venezia (1813-1815), la colaboración en obras pictóricas en los palacios del Vaticano (1818) y la pintura al fresco de los techos de cinco salas del Palacio Ducal de Lucca (1818-1819).
En 1821 ocupó la cátedra de dibujo pictórico y fue llamado a ayudar a los nazarenos en la decoración de la sala de Ariosto en el Casino Massimo.

## Fallecimiento

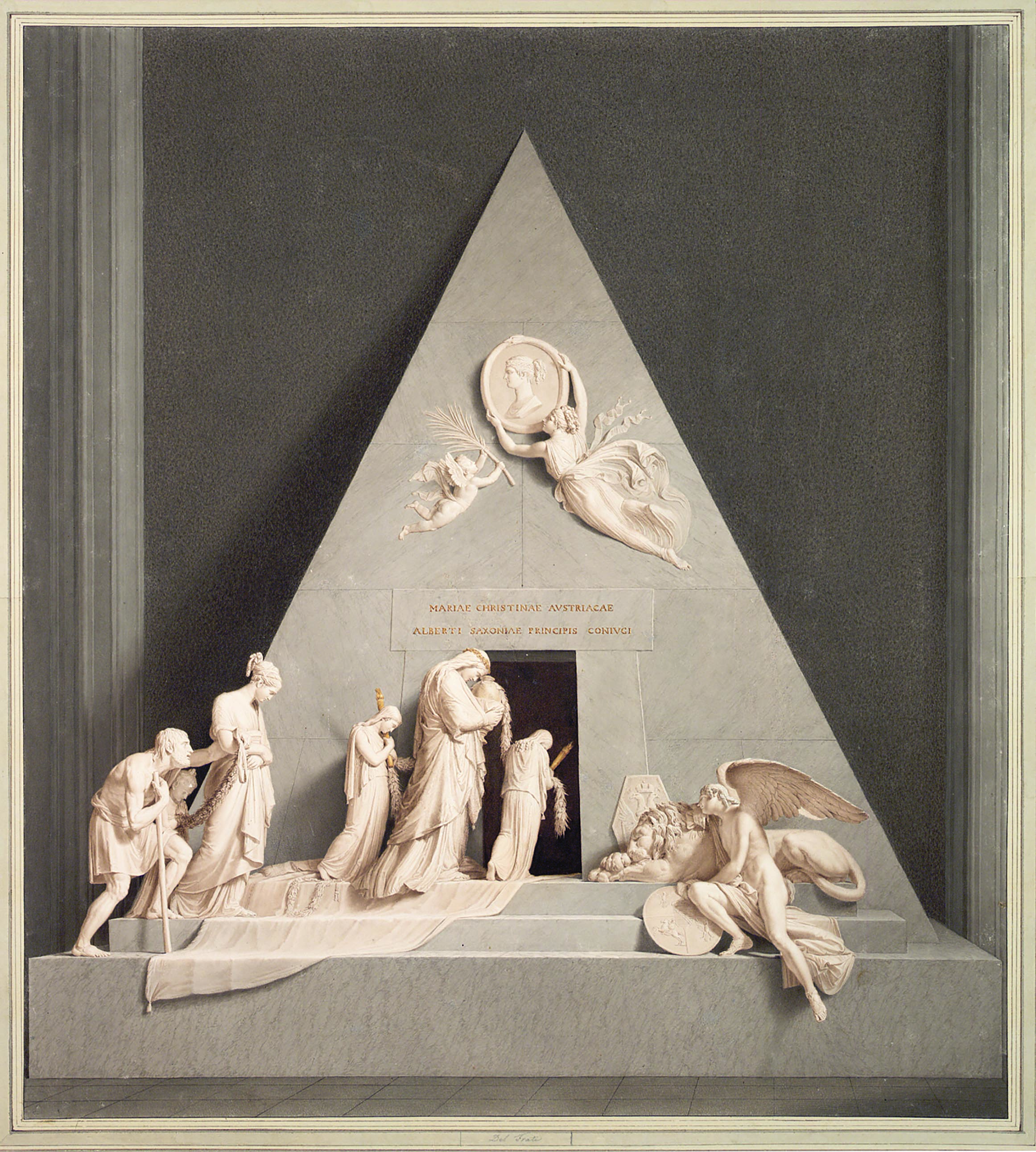
Tumba de la Archiduquesa Marie Christine (atribuido)

Murió en Roma en 1821

## Obras
- Frescos, Palazzo della Consulta,
- Frescos, Palazzo Torlonia y Palazzo Massimo, Roma.
- Frescos, Palazzo Ducale, Lucca.
- La tumba de la reina María Cristina de Austria (1804).